# Cancellazione del debito
La cancellazione del debito si riferisce alla proposta di annullare il debito che i paesi in via di sviluppo hanno nei confronti dei paesi industrializzati. La proposta fu oggetto di una vasta campagna negli anni novanta, condotta da una grande coalizione di organizzazioni non governative, e il cui scopo fu quello di ottenere l'abolizione del debito per l'anno del Grande Giubileo, il 2000. In occasione del Giubileo, tra l'altro, anche Papa Giovanni Paolo II si espresse pubblicamente in favore della cancellazione del debito con la lettera apostolica Tertio Millennio Adveniente.
In seguito alla campagna, la cancellazione del debito venne infatti presa in considerazione da molti governi del mondo occidentale e divenne un obiettivo esplicito di organizzazioni internazionali come il Fondo Monetario Internazionale e la Banca Mondiale. Soprattutto, fu varata l'iniziativa nota come HIPC (Heavily Indebted Poor Countries), il cui scopo è garantire l'annullamento sistematico del debito per le nazioni più povere, cercando al contempo di garantire che vengano prese azioni allo scopo di ridurre la povertà di tali paesi. Qualcuno vede in tale misura una sorta di giustizia economica e sociale per motivi storici legati allo sfruttamento coloniale da parte dei paesi occidentali nei secoli passati.
La cancellazione del debito è uno degli obiettivi del movimento Global Call to Action Against Poverty, noto anche per lo slogan Niente scuse (No Excuses).

## Argomenti a sfavore
Gli oppositori della cancellazione del debito sostengono che essa corrisponde a un assegno in bianco consegnato a governi spesso corrotti, che spesso non usano questi fondi esclusivamente per combattere le povertà (per esempio, in Uganda dopo la cancellazione del debito le spese militari sono aumentate del 24%). Inoltre, la cancellazione del debito viene giudicata ingiusta nei confronti di quei paesi che hanno fatto sacrifici anche grandissimi per non indebitarsi, e costituisce un precedente che potrebbe spingere i paesi del Terzo mondo a indebitarsi in modo incosciente sperando in una futura cancellazione. In questo senso, chi si oppone alla cancellazione del debito preferirebbe vedere le stesse somme utilizzate per piani di aiuto specifici.